# Melgar (Dinagat)
Melgar de Dinágat es uno de los 27 barrios que constituyen el municipio filipino de Basilisa, situado en la isla de Dinagat ayacente a la de Mindanao en su costa nordeste, provincia de Islas Dinagat situada en la Región Administrativa de Caraga, también denominada Región XIII. Para las elecciones está encuadrado en el Único Distrito Electoral.

## Geografía
Barrio situado en la bahía de Melgar, frente a las islas de Hagakhak, de Cotcot, de Unib y de Sinabac; 120 km al norte  de la ciudad de Butuan, capital de la región y 8 km al noroeste de la capital provincial.
Su término linda al norte con los barrios de Puerto Princesa, Roma y Cortés, todos pertenecientes al municipio de Basilisa.

### Demografía
El año 2010 este barrio rural contaba con una población de 1.753 habitantes.

## Gobierno local
Su alcalde es (2010-2013)  Domingo T Canete y su vicealcalde  Albert G Sombreo.

## Historia
El actual territorio de las Islas de Dinatagat  fue parte de la provincia de Caraga durante la mayor parte del Imperio español en Asia y Oceanía (1520-1898).
Así, a principios del siglo XX la isla de Mindanao se hallaba dividida en siete distritos o provincias.
El Distrito 3º de Surigao, llamado hasta 1858  provincia de Caraga, tenía por capital el pueblo de Surigao e incluía la  Comandancia de Butuan.
Uno de sus pueblos era Dinagat de 6,228 almas, con las visitas de Nonoc, isla en el municipio de Surigao; Loreto; Libjó; Cagdayánao; y Melgar.

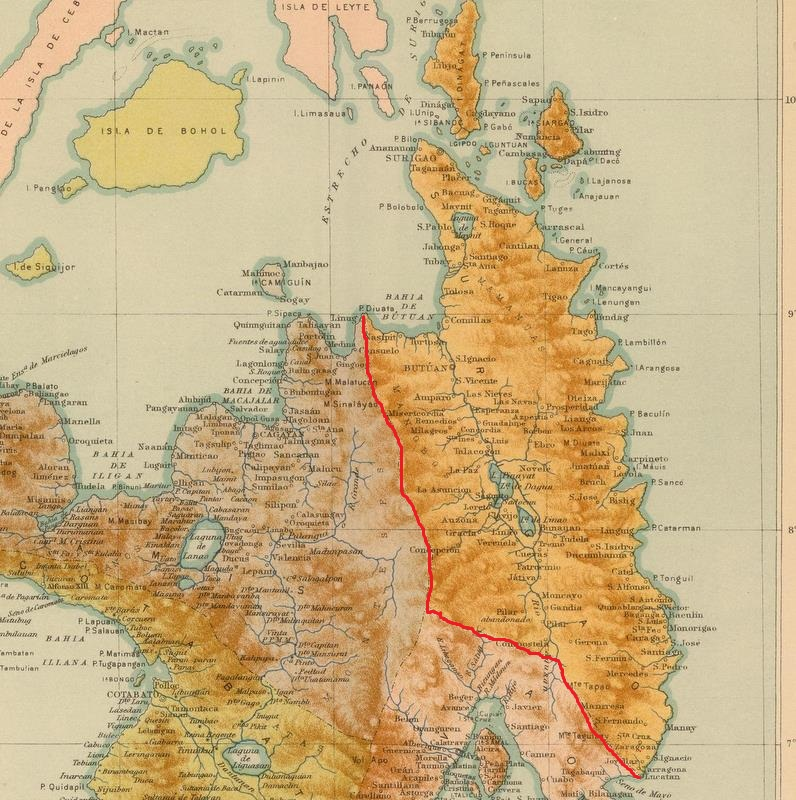
Provincia de Surigao en 1899.

Durante la ocupación estadounidense de Filipinas  fue creada la provincia de Surigao, siendo Loreto  uno de sus 14  municipios . En 1904 muchos municipios  se convirtieron en barrios de modo que esta provincia  retuvo sólo el de  Loreto, pasando Melgar  a convertirse en un barrio de este municipio.